# Meinvelt
Le Meinvelt ou Mayenfeld (pagus Meinfelt) était au traité de Meerssen, la région dans l'angle nord formé par la Moselle (rive gauche) et le Rhin (rive gauche), autour de Mayen, à l'est de l'Eifel et du Bidgau. Fin du XIe siècle, une partie du Mayenfeld constitua le comté de Virneburg.
Les comtes de Mayenfeld connus :
- †892 : Meingaud, fils de Walahon, assassiné en 892
- 895 : Meingaud, fils du précédent
- 905 : Burchard, épouse de Gisèle, veuve du premier Meingaud
- 912 : Bérenger, comte de Lomme
- 928 : Guls
- 964 : Udo
- 998 & 1005 : Becelinus
- de 1016 à 1084 : un ou plusieurs Bertholdus
- 1103 : Bezelinus

Les comtes de Virneburg connus :
- 1112 : Hermann de Virneburg

## Sources
- Léon Vanderkindere : La formation territoriale des principautés belges au Moyen Âge H. Lamertin, Bruxelles, 1902.